# 33933 Timlister
33933 Timlister è un asteroide della fascia principale. Scoperto nel 2000, presenta un'orbita caratterizzata da un semiasse maggiore pari a 2,187784 UA e da un'eccentricità di 0,212150, inclinata di 1,081870° rispetto all'eclittica. Ha un periodo di rotazione di 2,447 ore.